# Boeing NC-135
Boeing NC-135 in NKC-135 sta reaktivni letali za posebne misije. Zasnovani sta na podlagi C-135 Stratolifterja (KC-135).
NC-135 se je uporabljal kot astronomsko letalo za opazovanje sončnih mrkov, kozmičnih žarkov in efektov magnetnih polj v ionosferi. 
NKC-135 "Big Crow" se je uporabljal kot simulirana tarča za leteči laser Boeing YAL-1.

## Specifikacije (C-135)
Splošne karakteristike
- Posadka: 3
- Dolžina: 136 ft 3 in (41,53 m)
- Razpon kril: 130 ft 10 in (39,88 m)
- Višina: 41 ft 8 in (12,70 m)
- Površina kril: 2 433 ft² (226 m²)
- Teža praznega letala: 98 466 lb (44 663 kg)
- Naložena teža: 297 000 lb (135 000 kg)
- Maks. vzletna teža: 322 500 lb (146 000 kg)
- Pogon letala: 4 × (R/T) CFM International CFM-56 turbofani , 18 000 lbf (80 kN) vsak

 Zmogljivost 
- Maks. hitrost: 580 mph (933 km/h)
- Doseg: 3 450 milj (5 550 km)
- Višina leta: 50 000 ft (15 200 m)
- Hitrost vzpenjanja: 4900 ft/min (1490 m/min)